# 146-й меридіан східної довготи
146-й меридіан східної довготи — лінія довготи, що лежить на 146 градусів східніше Гринвіцького меридіана. Вона проходить від Північного полюса через Північний Льодовитий океан, Азію, Тихий океан, Австралазію, Індійський океан, Південний океан та Антарктиду до Південного полюса.
146-й меридіан східної довготи формує велике коло разом із 34-тим меридіаном західної довготи.

## Список географічних об'єктів, що перетинає 146° сх. д.
Починаючи на Північному полюсі та рухаючись до Південного полюса, 146-й меридіан східної довготи проходить через:
| Координати                                                   | Країна, територія або море | Примітки |
| ------------------------------------------------------------ | -------------------------- | --- |
| 90°0′ пн. ш. 146°0′ сх. д. / 90.000° пн. ш. 146.000° сх. д.  | Північний Льодовитий океан | |
| 76°34′ пн. ш. 146°0′ сх. д. / 76.567° пн. ш. 146.000° сх. д. | Східносибірське море       | Проходить східніше острова Котельний, Росія Проходить західніше острова Новий Сибір, Росія |
| 72°30′ пн. ш. 146°0′ сх. д. / 72.500° пн. ш. 146.000° сх. д. | Росія                      | |
| 59°8′ пн. ш. 146°0′ сх. д. / 59.133° пн. ш. 146.000° сх. д.  | Охотське море              | |
| 44°21′ пн. ш. 146°0′ сх. д. / 44.350° пн. ш. 146.000° сх. д. | Курильські острови         | Проходить через японський острів Кунашир, окупований Росією |
| 44°10′ пн. ш. 146°0′ сх. д. / 44.167° пн. ш. 146.000° сх. д. | Тихий океан                | |
| 43°23′ пн. ш. 146°0′ сх. д. / 43.383° пн. ш. 146.000° сх. д. | Курильські острови         | Проходить через японські острови Хабомай, окуповані Росією |
| 43°22′ пн. ш. 146°0′ сх. д. / 43.367° пн. ш. 146.000° сх. д. | Тихий океан                | Проходить східніше островів Паган[en], Аламаган, Гугуан[en] і Саріган[en], Північні Маріанські Острови Проходить західніше острова Фаральон-де-Пахарос[en], Північні Маріанські Острови Проходить східніше острова Сайпан, Північні Маріанські Острови |
| 1°45′ пд. ш. 146°0′ сх. д. / 1.750° пд. ш. 146.000° сх. д.   | Тихий океан                | Новогвінейське море |
| 4°31′ пд. ш. 146°0′ сх. д. / 4.517° пд. ш. 146.000° сх. д.   | Папуа Нова Гвінея          | Проходить через острів Каркар |
| 4°44′ пд. ш. 146°0′ сх. д. / 4.733° пд. ш. 146.000° сх. д.   | Тихий океан                | Новогвінейське море |
| 5°30′ пд. ш. 146°0′ сх. д. / 5.500° пд. ш. 146.000° сх. д.   | Папуа Нова Гвінея          | Проходить через Нову Гвінею |
| 8°3′ пд. ш. 146°0′ сх. д. / 8.050° пд. ш. 146.000° сх. д.    | Коралове море              | |
| 16°55′ пд. ш. 146°0′ сх. д. / 16.917° пд. ш. 146.000° сх. д. | Австралія                  | Квінсленд — проходить через острів Фіцрой[en] |
| 16°56′ пд. ш. 146°0′ сх. д. / 16.933° пд. ш. 146.000° сх. д. | Коралове море              | |
| 17°17′ пд. ш. 146°0′ сх. д. / 17.283° пд. ш. 146.000° сх. д. | Австралія                  | Квінсленд Новий Південний Уельс Вікторія |
| 38°53′ пд. ш. 146°0′ сх. д. / 38.883° пд. ш. 146.000° сх. д. | Бассова протока            | |
| 41°5′ пд. ш. 146°0′ сх. д. / 41.083° пд. ш. 146.000° сх. д.  | Австралія                  | Проходить через Тасманію |
| 43°26′ пд. ш. 146°0′ сх. д. / 43.433° пд. ш. 146.000° сх. д. | Індійський океан           | Австралія визнає цю акваторію частиною Південного океану[1][2] |
| 60°0′ пд. ш. 146°0′ сх. д. / 60.000° пд. ш. 146.000° сх. д.  | Південний океан            | |
| 66°50′ пд. ш. 146°0′ сх. д. / 66.833° пд. ш. 146.000° сх. д. | Антарктида                 | Проходить через Австралійську антарктичну територію (претендує Австралія) |
| 67°21′ пд. ш. 146°0′ сх. д. / 67.350° пд. ш. 146.000° сх. д. | Південний океан            | Море Дюрвіля |
| 67°36′ пд. ш. 146°0′ сх. д. / 67.600° пд. ш. 146.000° сх. д. | Антарктида                 | Проходить через Австралійську антарктичну територію (претендує Австралія) |